# Obelignathus
Obelignathus („Obelixova čelist“) byl rod ptakopánvých dinosaurů z období pozdní křídy (věk pozdní kampán až raný maastricht, asi před 74 až 69 miliony let).

## Historie objevu a výzkumu
Fosilie tohoto dinosaura byly poprvé objeveny roku 1990 v sedimentech geologického souvrství Argiles et Grès à Reptiles na území jihofrancouzského departamentu Hérault. O rok později byly popsány a přiřazeny rodu Rhabdodon. Teprve v roce 2025 český paleontolog Daniel Madzia s polským kolegou přiřknuli této fosilii samostatně rodové jméno Obelignathus.

## Zařazení

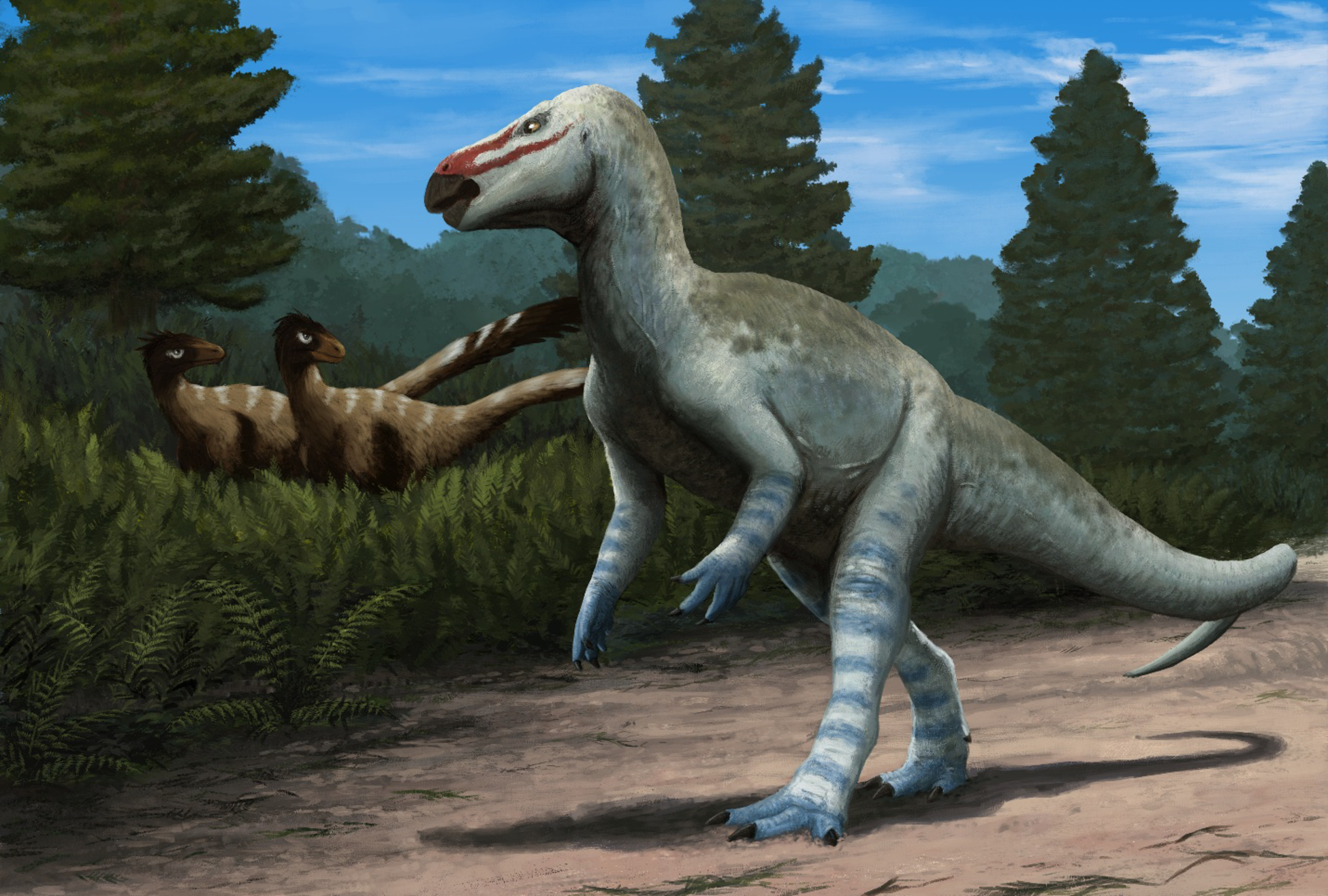
Obelignathus (rekonstrukce přibližného vzezření).

Obelignathus byl podle provedené fylogenetické analýzy blízce příbuzný zejména rodům Transylvanosaurus, Rhabdodon a Mochlodon. Tento taxon byl zástupcem kladu Rhabdodontomorpha jako její bazální (vývojově primitivní) příslušník.